# Amoenomyces catenosporus
Amoenomyces catenosporus är en svampart som beskrevs av R.F. Castañeda, Saikawa & Hennebert 1996. Amoenomyces catenosporus ingår i släktet Amoenomyces, divisionen sporsäcksvampar och riket svampar.   Inga underarter finns listade i Catalogue of Life.